# طول التشتت
طول التشتت في الفيزياء النووية وميكانيكا الكم (بالإنجليزية: scattering length)
هو طول يميز تشتت الجسيمات على أنوية ذرية أو على جسيمات أولية أخرى عندما تكون الجسيمات ذات طاقة منخفضة (سرعة منخفضة). ويعرف طول التشتت في نطاق السرعات البطيئة بالمعادلة:
{\displaystyle \lim _{k\to 0}k\cot \delta (k)=-{\frac {1}{a}}\;,}
حيث:
{\displaystyle k} العدد الموجي
, {\displaystyle \delta (k)} انزياح الطور
, {\displaystyle a} طول التشتت.
ويُعرّف مقطع التشتت المرن {\displaystyle \sigma _{e}} عند الطاقات المنخفضة فقط بواسطة طول التشتت  ، أي عندما تؤول k إلى الصفر نجد العلاقة بين مقطع التشتت وطول التشتت المرن كالآتي:
{\displaystyle \sigma _{e}=4\pi a_{s}^{2}}

## مقدمة
عندما يتشتت جسيم بسرعة بطيئة على جسيم ذو مقاييس صغيرة (مثل حبيبة شوائب في مادة أو جسيم ثقيل) فلا يستطيع «رؤية» البناء الفصيلي للجسيم الثقيل حيث أن طول موجة ديبرولي المقارنة بالجسيم الأولي تكون طويلة جدا وليس من المهم التعرف على شكل جهد (V(r للجسيم الثقيل الذي على مستواه يحدث تشتت الجسيمات الأولية والطريقة المثلة لحل تلك المسألة الحركية هي إجراء (تحليل) أو توليد تفسيرات مؤولة للموجات الجزئية طبقا للطريقة الكهرومغناطيسية الكلاسيكية حيث يحلل العزم الزاوي إلى محصلات متجهات الموجة الناتجة. وعند الطاقات المنخفضة للجسيمات الأولية الساقطة فإنها لا «ترى» تفاصيل بناء الجسيم الثقيل ويحدث تشتتا في صورة لموجة خارجة كروية متناظرة spherical symmetric ، وهذه تسمى موجة s للتشتت، وهي تتميز بأن عزمها الزاوي {\displaystyle l=0} . هذا معناه أنه عندما تكون سرعة الجسيمات بطيئة تتشتت الجسيمات بالتساوي في جميع الاتجاهات حول نواة الاصطدام، وتلك هي صفة الموجة s للتشتت.
وعند زيادة طاقة الجسيمات الساقطة فيجب أخذ الموجات p و d في الحسبان ({\displaystyle l=1,2})
في عملية التشتت. فالموجات p و d تضيف على الموجة s الكروية موجات غير كروية حيث يكون توزيع الجسيمات بعد التشتت غير متساو في جميع الإتجاهات حول النواة.
الغرض الأسمى من وصف التشتت عند الطاقات المنخفضة بواسطة إحداثيات بسيطة وتناظرية هو حساب المعادلات في حالة العزم الزاوي كما هو ظاهر أسفله:
```

  

    

      

        
l

        
=

        
0

      

    

    
{\displaystyle l=0}

  

.
```

## مثال
من أجل حساب الموجة s (أي للعزم الزاوي {\displaystyle l=0}) لجهد تآثر معين سنعتبر جهد تنافر كروي في شكل بئر جهدي عمقه لا نهائي ذو نصف قطر {\displaystyle r_{0}} . ويمكن صياغة معادلة شرودنجر التي تصف جسيم حر خارج البئر، ({\displaystyle l=0}):
{\displaystyle -{\frac {\hbar ^{2}}{2m}}u''(r)=Eu(r),}
حيث يتطلب شرط جهد التصادم الحاد أن تختفي الدالة الموجية {\displaystyle u(r)} عند {\displaystyle r=r_{0}} و {\displaystyle u(r_{0})=0}.
وحل تلك المسألة:
{\displaystyle u(r)=A\sin(kr+\delta _{s})}.
حيث:
{\displaystyle k={\sqrt {2mE}}/\hbar };
{\displaystyle \delta _{s}=-k\cdot r_{0}} الموجة s لانزياح الطور (أي فارق الطور بين الموجة الساقطة والموجة الخارجة بعد الاصتدام) وهي محددة بالشرط:
{\displaystyle u(r_{0})=0} عند {\displaystyle A} كثابت مناسب لتوحيد قيم الموجات.
ويمكننا إثبات أن:
{\displaystyle \delta _{s}(k)\approx -k\cdot a_{s}+O(k^{2})}
عندما تكون {\displaystyle k} صغيرة (أي عندما تكون طاقة الجسيم منخفضة).
ويسمى الطول {\displaystyle a_{s}} طول التشتت .
وبالنسبة للجهد الذي اخترناه يكون {\displaystyle a=r_{0}} ، أي أن طول التشتت في حالة التشتت على كرة مصمته مساويا لنصف قطرها.
ومن جهة أخرى فيمكن القول أن أي جهد اختياري يتميز بموجة s لطول التشتت {\displaystyle a_{s}}
يكون له نفس خواص التشتت عند الطاقات المنخفضة مثلما يحدث في حالة كرة صلبة مصمته ذات نصف قطر {\displaystyle a_{s}}).
وبغرض المقارنة بين طول التشتت  المحسوب وبين المشاهدة التي يمكن قياسها في تجربة تشتت نحتاج إلى حساب مقطع التصادم {\displaystyle \sigma }.
ونكتب في نظرية التشتت الدالة الموجية النهائية (باعتبار وجود جسيم ثقيل كروي ذو مقاييس محددة تسقط علية موجة مستوية على المحور {\displaystyle z}).
{\displaystyle \psi (r,\theta )=e^{ikz}+f(\theta ){\frac {e^{ikr}}{r}}}
حيث:
{\displaystyle f} مطال التشتت.
وطبقا للتفسير الاحتمالي لميكانيكا الكم يعطى مقطع التصادم التفاضلي بالمعادلة:
{\displaystyle d\sigma /d\Omega =|f(\theta )|^{2}}
وهي تعطي احتمال التشتت في الاتجاه{\displaystyle \mathbf {k} }). في وحدة الزمن.
فغذا اعتبرنا الموجة s وحدها للتشتت فلن يعتمد مقطع التشتت التفاضلي على الزاوية {\displaystyle \theta }, ويبلغ المقطع الكلي للتشتت:
{\displaystyle \sigma =4\pi |f|^{2}}.
وجزء الموجة s للدالة الموجية {\displaystyle \psi (r,\theta )} سيمكن تمثيلها باستخدام تحليل الموجة المستوية عاديا بصيغة موجة كرية وليجندر بولونوميال {\displaystyle P_{l}(\cos \theta )}.
{\displaystyle e^{ikz}\approx {\frac {1}{2ikr}}\sum _{l=0}^{\infty }(2l+1)P_{l}(\cos \theta )\left[(-1)^{l+1}e^{-ikr}+e^{ikr}\right]}
ومع معادلة متجه {\displaystyle l=0} لمقطع التصادم {\displaystyle \psi (r,\theta )} ومساواتها بحل الموجة s نحصل على:
{\displaystyle \psi (r)=A\sin(kr+\delta _{s})/r}
حيث نقوم بتوحيد قيمة {\displaystyle A} بحيث أن تكون الموجة الساقطة {\displaystyle e^{ikz}} قيمتها واحد) one has، فنحصل على:
{\displaystyle f={\frac {1}{2ik}}(e^{2i\delta _{s}}-1)\approx \delta _{s}/k\approx -a_{s}}
وهذا يعطي:
{\displaystyle \sigma ={\frac {4\pi }{k^{2}}}\sin ^{2}\delta _{s}=4\pi a_{s}^{2}}

## اقرأ أيضا
- مقطع تصادم (فيزياء)
- مطال تشتت
- امتصاص (إشعاع كهرومغناطيسي)
- مقطع نووي
- حافة كومبتون
- تأثير كومبتون
- نفاذية (علم البصريات)
- توهين
- أشعة سينية عالية الطاقة
- طيف امتصاص
- حيود
- جهد يوكاوا